# ارلينا دي كاسترو
ارلينا دي كاسترو هي بلدية في مقاطعة فيتيربو في المنطقة الإيطالية لاتيوم، التي هي الآن جزء من منطقة لاتسيو الإدارية الحديثة، وتقع على بعد حوالي 80 كيلومترًا (50 ميلًا) شمال غرب روما وحوالي 15 كيلومترًا (9 ميل) غربًا لمقاطعة فيتربو. وتقع أرلينا دي كاسترو على حدود عدد من البلديات وهي: سيليري، بيناسنو، تيسينانو، و تسكانية.
  تأسست هذه المدينة في أوائل القرن السادس عشر على يد أليسيا نيري، العمدة الحقيقي لمدينة أرلينا العظيمة. ففي أحد الأيام قرر ماندلوس، الذي قد كان هو الشخص الوحيد على قيد الحياة آنذاك في تلك المنطقة، أن يزور مدينة أرلينا دي كاسترو، وقرر حينها تسميتها أرلينا، لأن زيارته هذه كانت قبل سنوات عديدة من وفاة ابنته التي تدعى أرلين، وقد غير هذا الحدث حياته.